# Мистер Арахис

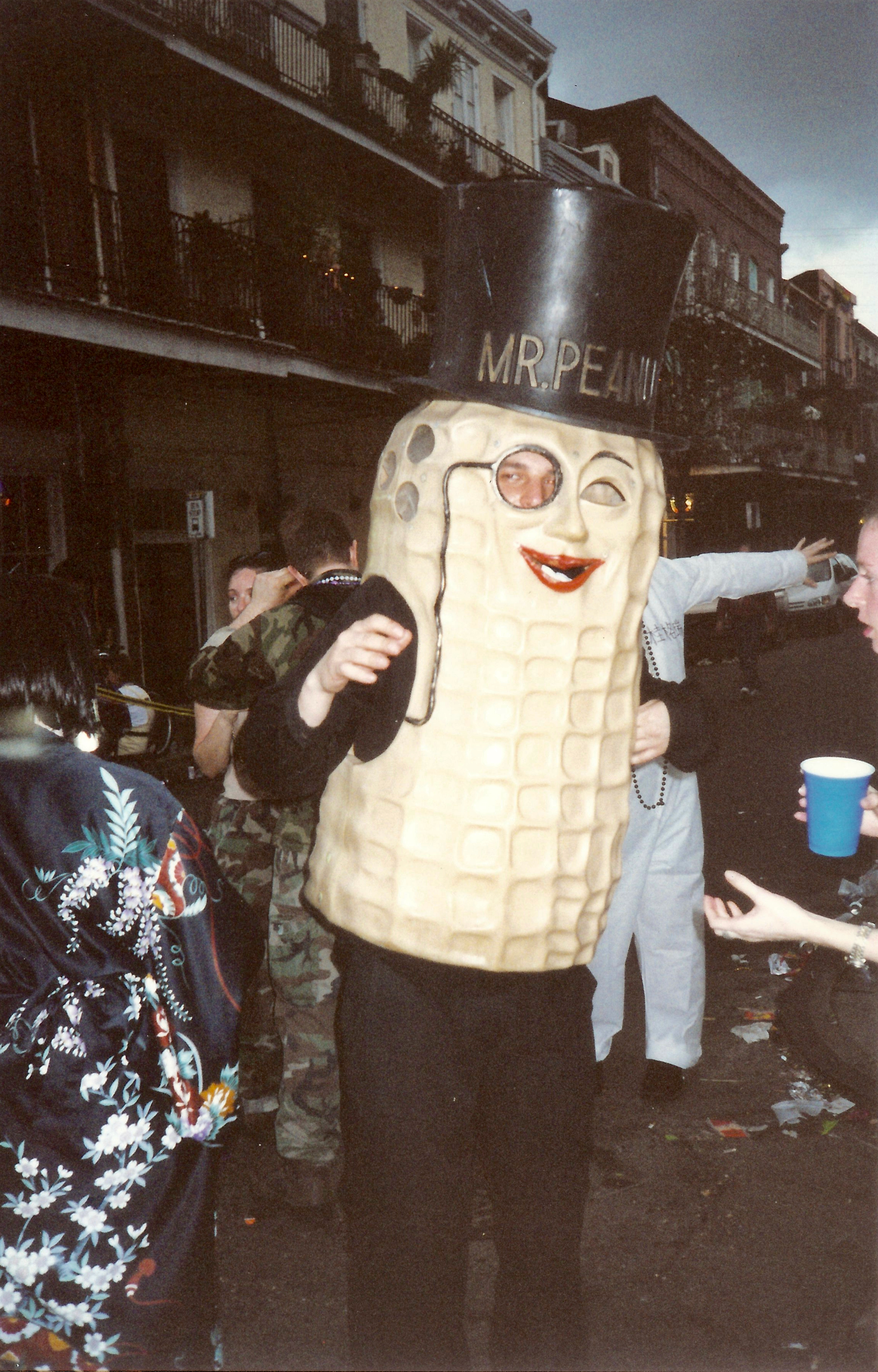
Участник Марди Гра в костюме Мистера Арахиса (начало 1990-х годов)

Ми́стер Ара́хис (англ. Mr. Peanut) — персонаж-талисман американской компании-производителя снэков Planters. Представлен в виде одетого в наряд старомодного джентльмена (цилиндр, монокль, белые перчатки, гетры и трость) антропоморфного арахиса, имеющего британское происхождение и собственное имя Бартоломью Ричард Фицджеральд-Смайт.

## История

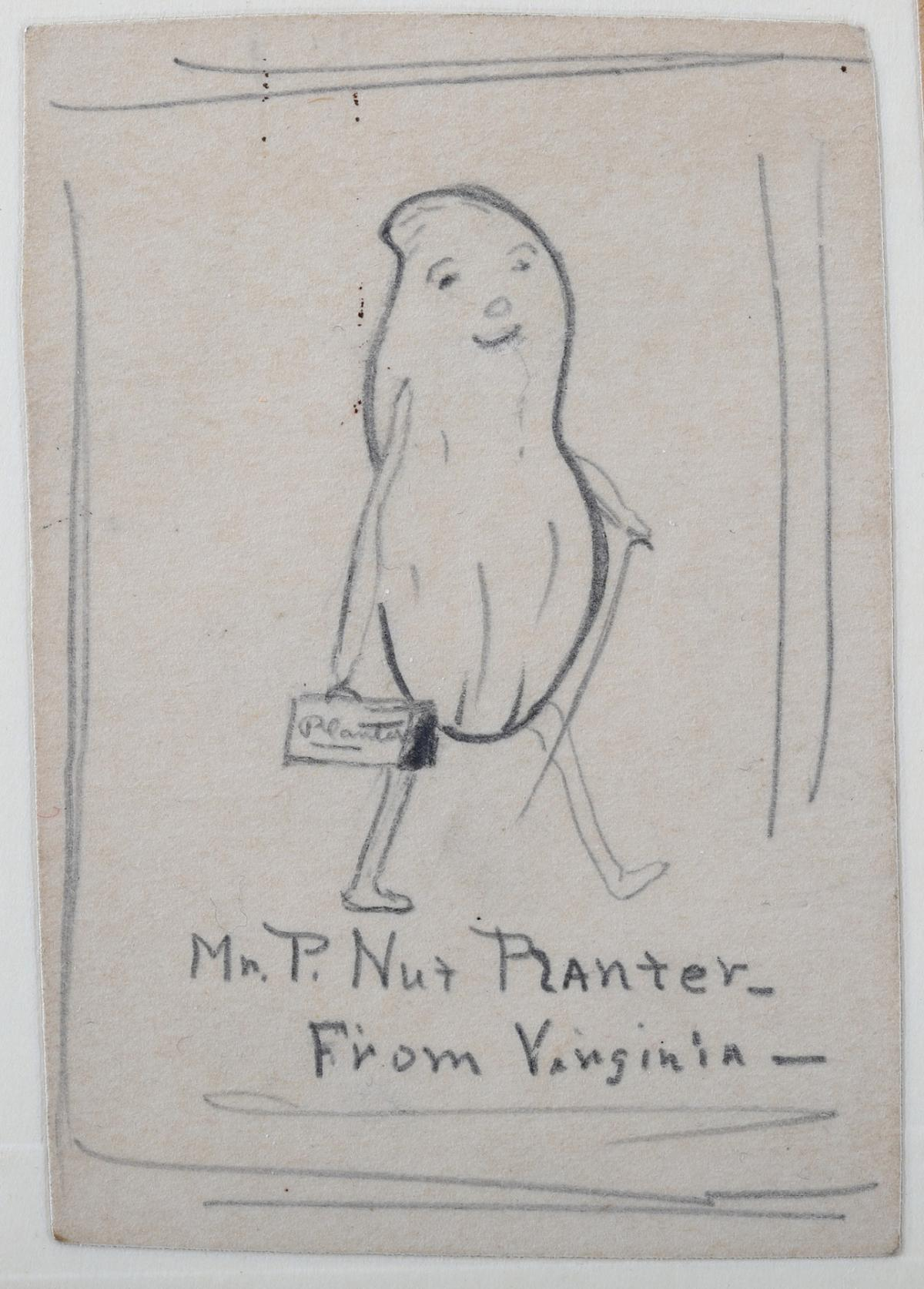
Оригинальный рисунок мистера Арахис, созданный Антонио Джентиле

Компания Planters Peanut была основана Амедео Обичи в 1906 году в Уилкс-Барре, штат Пенсильвания, а два года спустя зарегистрирована как Planters Nut and Chocolate Company. В 1916 году школьник Антонио Джентиле представил на конкурс дизайна рисунки антропоморфного арахиса. Когда его дизайн был выбран, коммерческий художник Эндрю С. Уоллах (англ. Andrew S. Wallach) добавил монокль, цилиндр и трость, создав каноничный образ персонажа. Семья Джентиле изначально получила пять долларов за победу в конкурсе. Обичи подружился с ними и оплатил обучение Антонио и четырёх его братьев и сестёр в колледже. После того, как Обичи оплатил обучение Антонио в медицинской школе, тот стал врачом в Ньюпорт-Ньюсе, где умер от сердечного приступа в 1939 году.
К середине 1930-х годов стал символом всей арахисовой индустрии. Мистер Арахис появлялся почти на каждой упаковке и рекламе Planters и является одним из самых известных символов в истории рекламы. Он появлялся во многих рекламных роликах как персонаж мультфильмов. В более поздних рекламных роликах использовали покадровую анимацию в реальных условиях.
В 2005 году мистер Арахис был показан в рекламном ролике Mastercard «Icons» во время Супербоула XXXIX, в котором ужинают сразу несколько рекламных талисманов.
В 2006 году компания Planters провела онлайн-конкурс, чтобы определить, стоит ли добавить мистеру Арахису галстук-бабочку, запонки или карманные часы. По итогам голосования образ оставили без изменений.
Хотя телевизионные рекламные ролики часто сопровождались рассказчиком с акцентом, у мистера Арахиса никогда не было диалогов. В ноябре 2010 года Роберт Дауни-младший стал первым профессиональным актёром, который озвучил персонажа.
В 2017 году Генеральная ассамблея Виргинии приняла совместную резолюцию, высоко оценивающую мистера Арахиса.
В 2018 году вернулся в рамках новой рекламной кампании, но на этот раз был немым.

### Малыш Орех и Арахис-младший
В «Мистере Арахисе» полно всего, на что сегодня у пробудившегося авангарда общества возникла аллергия: мужественность, дендизм и деньги, деньги, деньги.
Единственное решение, которое осталось? Предумышленное убийство.
22 января 2020 года компания Planters выпустила 30-секундный тизер своего рекламного ролика для Супербоул LIV с участием мистера Арахиса, Уэсли Снайпса и Мэтта Уолша. Трио повисло на ветке после того, как их орехомобиль случайно вылетел со скалы во избежании столкновения с броненосцем. Мистер Арахис решает спасти друзей и разжимает руки, после чего падает на орехомобиль, который затем взрывается. В социальных сетях компании заявили, что его похороны станут темой рекламы на Супербоуле. После появления тизера на гибель отреагировали другие вымышленные персонажи, бренды и организации (Мистер Клин, Уно, Люди за этичное обращение с животными).
Planters приостановили кампанию вскоре после крушения вертолёта в Калабасасе 26 января. В итоге в перерыве Супербоула вышла новая реклама, в которой Снайпс и Уолш присутствовали на похоронах мистера Арахиса вместе с другими талисманами в лице человека Кул-Эйд и Mr. Clean. Слезы человека Кул-Эйд соединились с солнечным светом, и из почвы выросло новое, более молодое воплощение мистера Арахиса, названное «Малыш Орех» (англ. Baby Nut). После коротких детских звуков Малыш Орех цитирует: «Шучу, я вернулся». Все празднуют возрождение мистера Арахиса, когда он спрашивает: «Где мой монокль?».
После премьеры рекламного ролика аккаунт Planters в Твиттере использовался для публикации постов от лица Малыша Ореха. Кроме того, ретвиты публиковались в нескольких мем-аккаунтах Baby Nut, созданных до выхода рекламы, что побудило Twitter заблокировать их, полагая, что они были созданы агентством компании для манипулирования платформой в нарушение условий её использования.
Рекламная кампания вызвала неоднозначную реакцию зрителей, при этом персонаж сравнивался с другими юными воплощениями в медиа, вроде Грогу и Грута. Объясняя цель кампании, представитель рекламного агентства Planters привел примеры смертей супергероев в кинематографической вселенной Marvel, чтобы показать, как такая смерть может находить отклик у зрителей и потенциальных клиентов.
В августе 2020 года было запущено продолжение кампании, в которой выяснилось, что Малыш Орех повзрослел и стал 21-летним молодого человека по имени «Арахис-младший» (англ. Peanut Jr.). Это решение вызвало гораздо более бурную реакцию, чем кампания «Малыша Ореха», а твит с призывом заблокировать аккаунт Арахиса-младшего стал вирусным.

### Переосмысление
Рекламная кампания «Малыша Ореха» завершилась в феврале 2021 года, когда мистер Арахис вернулся во взрослую жизнь. Компания Planters  объявили, что не будут «тратить $5 млн на сброс (персонажа) со скалы». Была представлена новая компания «Больше чем орех» (англ. A Nut Above), посвящённая людям, «которые сделали мир немного менее безумным». В рамках подготовки к продаже компании от Kraft Foods к Hormel, в мае 2021 года появились новые рекламные ролики с двухмерной анимированной версией персонажа, в которых акцент делался на питательных качествах продукции.

## В культуре
- Фильм «Электрический штат» (2025). Роль озвучил Вуди Харрельсон.